# Moustache Mountain
Palmarès
- ATTACK! Tag Team (1 fois)
- Chikara Campeonates de Parejas (titre par équipe) (1 fois)
- Chikara King of Trios (titre par équipe de 3, avec Pete Dunne )
- Fight Club Pro Tag Team (1 fois)
- IWS World Tag Team (1 fois)
- Over the Top Wrestling Tag Team (1 fois)
- RevPro Undisputed British Tag Team (1 fois)
- WWE NXT Tag Team (1 fois)
- WWE NXT UK Tag Team (1 fois)
- WWE NXT Tag Team Invitational 2018

Moustache Mountain était une équipe de lutte professionnelle britannique composée des catcheurs Trent Seven et Tyler Bate. Bate est actuellement signé à la WWE, division NXT, tandis que Seven a travaillé pour la WWE jusqu'à son licenciement en août 2022. Ils ont été champions par équipe NXT UK et NXT. Créée en 2015, la Moustache Mountain a également travaillée pour d'autres promotions auparavant, notamment Chikara et Progress Wrestling. L'équipe a également composée le clan British Strong Style avec Pete Dunne, également à la WWE.
L'équipe a fait ses débuts le 6 février 2015 au sein de la Chikara. Seven et Bate ont signé avec la WWE fin 2016 pour participer au premier tournoi de championnat du Royaume-Uni, remporté par Bate qui devint ainsi le tout premier champion du Royaume-Uni de la WWE. Les deux lutteurs ont ensuite rejoint la marque NXT en tant que lutteurs en simple tout d'abord, tout en continuant à faire équipe en dehors de la WWE. Après que Pete Dunne aie pris le titre NXT UK des mains de Bate en 2017, Moustache Mountain a fait ses débuts à NXT l'année suivante, et a battu The Undisputed Era lors de l'événement NXT UK Championship pour remporter le championnat NXT Tag Team, avant de le perdre contre ladite équipe quelques jours plus tard sur NXT . Après avoir signé un contrat à temps plein avec la WWE, les deux hommes, avec Dunne, sont devenus des figures centrales de NXT UK après sa première en 2018, essayant en vain de devenir les premiers champions par équipe de NXT UK à NXT UK TakeOver : Blackpool. Ils finiront par remporter les titres le 9 décembre 2021, ce qui fait de Moustache Mountain la première équipe à remporter les championnats par équipe NXT et NXT UK.

## Carrière

### Chikara (2015-2016)
Début 2015, Bate et Seven ont fait leurs débuts à la  Chikara dans le cadre de leur tournée au Royaume-Uni, faisant équipe pour vaincre les Hunter Brothers (Jim Hunter et Lee Hunter) dans un dark match le 3 avril,puis perdant contre Devastation Corporation (Max Smashmaster et Blaster McMassive) dans un autre dark match le 6 avril. Leur dernier dark match de la tournée vit Seven et Bate faire équipe avec Clint Margera pour affronter Jimmy Havoc, Pete et Damian Dunne, sans succès.
Les 4, 5 et 6 septembre, ils sont rejoints par Daniel Moloney pour représenter la promotion Fight Club : Pro au tournoi King of Trios 2015. Ils y battirent la Bruderschaft des Kreuzes (Jakob Hammermeier, Nøkken et Soldier Ant) au premier tour, et les Nations unies (Juan Francisco de Coronado, Mr. Azerbaïdjan et Le Sanglier du Prolétariat de Moldavie) en quarts de finale, avant de perdre contre le Bullet Club (AJ Styles, Matt et Nick Jackson) en demi-finale,,.
En 2016, Seven et Bate ont commencé à concourir plus régulièrement à Chikara, incluant une victoire contre la Devastation Corporation (Blaster McMassive et Flex Rumblecrunch), Los Ice Creams (El Hijo del Ice Cream et Ice Cream Jr.) et N_R_G (Hype Rockwell et Race Jaxon) le 21 août dans un match par équipe à double élimination pour remporter le Chikara Campeonatos de Parejas (le titre par équipe de la structure) alors vacant ; Titres qu'ils gardèrent jusqu'en décembre suivant, après avoir signé avec la WWE.
En septembre 2017, Bate, Seven et Pete Dunne firent équipe sous le nom de House Strong Style (après avoir créé la British Strong Style au sein de la Progress), lors du King of Trios 2017 . Ils y ont battu House Whitewolf (A-Kid, Adam Chase et Zayas), House Throwbacks ( Dasher Hatfield, Mark Angelosetti et Simon Grimm ) en quarts de finale, House Rot ( Frightmare, Hallowicked et Kobald ) en demi-finale par forfait, et House Sendai Girls (Cassandra Miyagi, Dash Chisako et Meiko Satomura) en finale pour remporter le tournoi,,.

### Progress Wrestling (2016–2019)
Moustache Mountain a disputé son premier match au sein de la Progress lors du Chapitre 28, le 6 avril 2016, perdant contre Damian et Pete Dunne. Au Chapitre 33 le 31 juillet, après une défaite contre Damian Dunne et Pete Dunne, Seven tourna heel, attaquant Bate et s'alignant avec Pete Dunne, formant ainsi le British Strong Style. Cela a marqué le début d'une querelle voyant Bate et Damian Dunne affronter Seven et Pete Dunne (bien que Bate et Seven étaient toujours coéquipiers à Chikara en même temps), jusqu'au 27 novembre au chapitre 39, lorsque Bate revient pour rejoindre British Strong Style. ce qui en fait un trio. Le 16 décembre 2016, Dunne, qui était champion par équipe de la Progress  avec Seven, a tenté de transmettre sa ceinture propre à Bate, ce qui entraîna la vacance totale des titres par la direction de Progress. Le 30 décembre, Moustache Mountain a battu CCK (Chris Brookes et Kid Lykos) et London Riots (Rob Lynch et James Davis) dans un match par équipe à trois pour remporter les titres depuis lors restés vacants,. Ils ont perdu les titres contre CCK le 25 juin 2017, avant de les regagner le 9 juillet dans un match par équipe à six dans lequel Dunne était leur partenaire et Travis Banks était celui de CCK; ils ont perdu les titres contre CCK dans un match de l'échelle le 10 septembre.

### Autres promotions indépendantes (2016-2019)
Moustache Mountain a eu son premier match en dehors de Chikara ou Progress Wrestling le 15 septembre 2016 lors de l'événement WhatCulture Pro Wrestling Loaded #11, perdant contre Los Perspectiva (El Hijo De Gracie et Lucha Archer) dans un match par équipe à trois qui incluait également Johnny Moss et Liam Slater.
À la Revolution Pro Wrestling, les deux ont remporté le championnat britannique par équipe le 23 octobre 2017 lors de l'événement RevPro Monday Night Mayhem en battant Chris Brookes et Travis Banks de CCK Ils ont perdu les titres aux mains de Minoru Suzuki et Zack Saber Jr. de Suzuki-gun le 20 janvier 2018.
Moustache Mountain devint la première équipe championne dans la promotion Fight Club: Pro le 1er avril 2018 ; Titres qu'ils perdirent contre Chris Brookes et Kid Lykos du CCK le 27 juillet 2018, et les ont remportés une deuxième fois en battant Schadenfreude (Chris Brookes et Kyle Fletcher) le 28 septembre 2019 
À l'Événement ATTACK ! Sunglasses After Dark le 22 juillet 2018, ils ont battu la Team White Wolf ( A-Kid et Adam Chase) pour remporter leur championnat par équipe, avant de le perdre le même jour contre Brookes et Fletcher. Le duo a également participé à la promotion canadienne International Wrestling Syndicate, où ils ont remporté le championnat du monde par équipe  en octobre 2017 

### WWE

#### Tournoi de championnat du Royaume-Uni et NXT (2017-2018)
Le 15 décembre 2016, il a été révélé que Bate, Seven et Dunne font partie des 16 hommes participant au tournoi de championnat du Royaume-Uni prévu les 14 et 15 janvier 2017 en vue couronner le premier champion du Royaume-Uni de la WWE. Seven battit HC Dyer au premier tour puis perdit contre Wolfgang en quarts de finale, tandis que Bate défit Tucker au premier tour, Jordan Devlin en quarts de finale, Wolfgang en demi-finale et Dunne lui-même en finale pour remporter le tournoi et devenir ainsi le premier champion du Royaume-Uni,. Après le tournoi, Bate et Seven ont signé des contrats avec la WWE leur permettant (chose rare à la WWE) de continuer à prendre des bookings indépendants, avec certaines restrictions cependant,. Bate concourrait ensuite sur la marque NXT, où il défendait son titre jusqu'à le perdre contre Dunne à NXT TakeOver: Chicago, dans un match acclamé qui leur a valu plus tard le NXT Year-End Award du match de l'année,,,.
Au cours de la première journée du deuxième tournoi annuel de championnat du Royaume-Uni, le 18 juin, British Strong Style a battu l'Undisputed Era ( Adam Cole, Kyle O'Reilly et Roderick Strong ) dans un match par équipe à six. Le lendemain, Moustache Mountain a battu O'Reilly et Strong pour remporter le championnat NXT Tag Team, mais perdit les titres contre ces mêmes lutteurs lors de l'épisode du 11 juillet de NXT, dans un match acclamé par la critique qui obtint cinq étoiles de Dave Meltzer. Leur tentative de regagner ces ceintures lors de NXT Takeover : Brooklyn 4, s'est soldée par un échec.

#### NXT UK (2018–2022)
Bate et Seven faisaient tous deux partie du roster original de la marque NXT UK lors des débuts de l'émission NXT UK le 17 octobre 2018. Ils ont participé à un tournoi à quatre équipes pour couronner les premiers champions par équipe de NXT UK ; ils ont battu Gallus (Mark Coffey et Wolfgang) au premier tour le 24 novembre (diffusé le 2 janvier 2019) mais ont perdu contre James Drake et Zack Gibson (les futurs Grizzled Young Veterans) en finale à NXT UK TakeOver : Blackpool le 12 janvier. Après leur défaite, Bate et Seven ont continué à concourir principalement en tant que lutteurs en simple tout en continuant à faire équipe de temps en temps. Bate a notamment défié sans succès Walter pour le championnat du Royaume-Uni de la WWE à NXT UK Takeover: Cardiff dans un match très acclamé qui a obtenu une note de 5,25 étoiles de Meltzer, ce qui en fait le troisième match de l'histoire de la WWE à briser le système de notation à 5 étoiles. Dans l'épisode du 9 décembre 2021 de NXT UK, Moustache Mountain a battu Pretty Deadly pour remporter le championnat par équipe de la division, ce qui fait du Moustache Mountain la première équipe à remporter à la fois les championnats par équipe NXT et NXT UK. Dans l'épisode du 2 juin 2022 de NXT UK, ils ont perdu les titres contre Ashton Smith et Oliver Carter dans un match triple menace qui impliquait également Die Familie (Teoman et Rohan Raja). Dans l'épisode du 16 juin 2022 de NXT UK, Seven s'est retourné contre Bate en le frappant d'un coup bas par derrière après avoir prononcé un faux discours de retraite. Seven a ensuite giflé Bate au visage et a déclaré qu'il n'avait jamais eu besoin de lui, avant de terminer l'attaque d'un Burning Hammer laissant Bate allongé au milieu du ring.

## Championnats et réalisations
- Attack! Pro Wrestling
  - Attack! 24/7 Championship – Bate (1)[40]
  - Attack! Tag Team Championship (1)[41]
- Chikara
  - Chikara Campeonatos de Parejas (1 fois)
  - King of Trios (2017) - avec Pete Dunne[10]
- Fight Club:Pro
  - FCP Tag Team Championship (2 fois)[20]
- Insane Championship Wrestling
  - ICW World Heavyweight Championship (1 fois) – Seven[42]
- International Wrestling Syndicate
  - IWS World Tag Team Championship (1 fois)
- Kamikaze Pro
  - Relentless Division Championship (1 fois) – Bate[43]
- Over the Top Wrestling
  - OTT Tag Team Championship (1 fois)
- Progress Wrestling
  - Progress Tag Team Championship (3 fois) – Seven avec Pete Dunne (1), en duo (2)[14],[15],[16]
  - Progress Atlas Championship (1 fois) - Seven[44]
- Pro Wrestling Illustrated
  - Bate No. 50 du PWI 500 en 2017[45]
  - Seven No. 168 du PWI 500 en 2018[46]
- Revolution Pro Wrestling
  - RPW Undisputed British Tag Team Championship (1 fois)[47]
- Westside Xtreme Wrestling
  - wXw Shotgun Championship (1 fois) – Bate[48]
- WWE
  - NXT Tag Team Championship (1 fois)[49]
  - NXT UK Tag Team Championship (1 fois)
  - WWE United Kingdom Championship (1 fois) – Bate[50]
  - NXT UK Heritage Cup (1 fois) - Bate[51]
  - WWE United Kingdom Championship Tournament (2017) – Bate[25]
  - NXT Tag Team Championship Invitational (2018)[52]
  - NXT Year-End Award (1 time) 
    - Match de l'Année (2017) – Bate vs. Pete Dunne pour le Championnat du Royaume-Uni à NXT TakeOver: Chicago